# Petr Němec
Petr Němec (Ostrava, 7 de junho de 1957) é um ex-futebolista e treinador profissional tcheco que atuava como defensor, campeão olímpico em Moscou 1980

## Carreira
Petr Němec Macela representou o seu país nos Jogos Olímpicos de Verão de 1980, conquistando a medalha de ouro.